# La Cresse
La Cresse (okzitanisch La Cressa) ist eine französische Gemeinde mit 323 Einwohnern (Stand 1. Januar 2022) im Département Aveyron in der Region Okzitanien (vor 2016 Midi-Pyrénées). Sie gehört zum Kanton Tarn et Causses und zum Arrondissement Millau. Die Einwohner werden Cressois genannt.

## Lage
La Cresse liegt etwa sieben Kilometer nordnordöstlich von Millau am Tarn. Das Gemeindegebiet gehört zum Regionalen Naturpark Grands Causses. Umgeben wird La Cresse von den Nachbargemeinden Rivière-sur-Tarn im Norden, Peyreleau im Osten, La Roque-Sainte-Marguerite im Südosten, Millau im Süden, Aguessac im Südwesten sowie Compeyre im Westen.

## Einwohnerentwicklung
| Jahr                       | 1962 | 1968 | 1975 | 1982 | 1990 | 1999 | 2006 | 2018 |
| Einwohner                  | 246  | 239  | 214  | 231  | 255  | 273  | 301  | 320  |
| Quellen: Cassini und INSEE |      |      |      |      |      |      |      |      |

## Sehenswürdigkeiten
- frühere Kirche Saint-Martin aus dem 12. Jahrhundert in Pinet, Monument historique seit 1938/1984
- Kirche Saint-Baudile

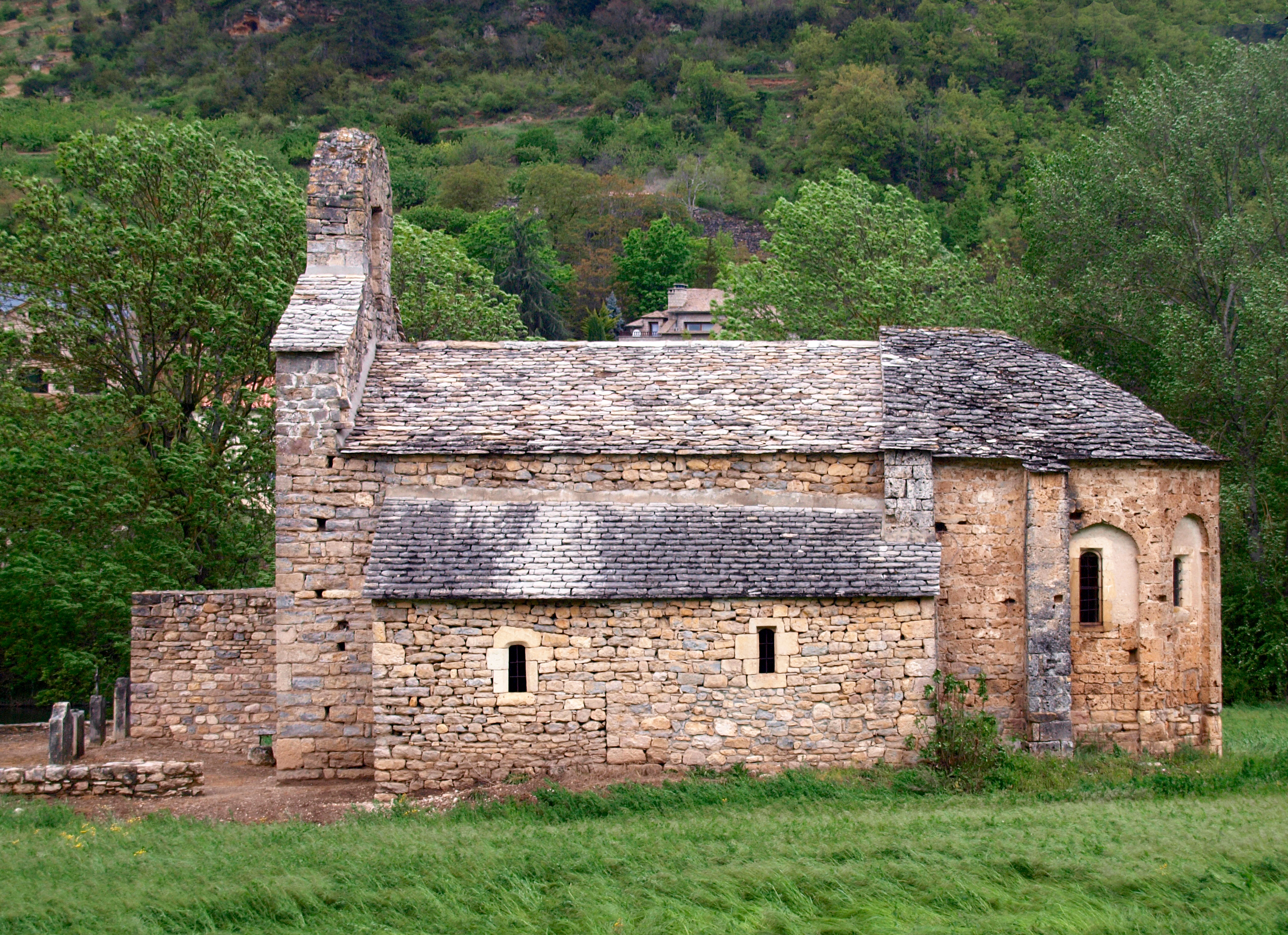
Kirche Saint-Martin in Pinet
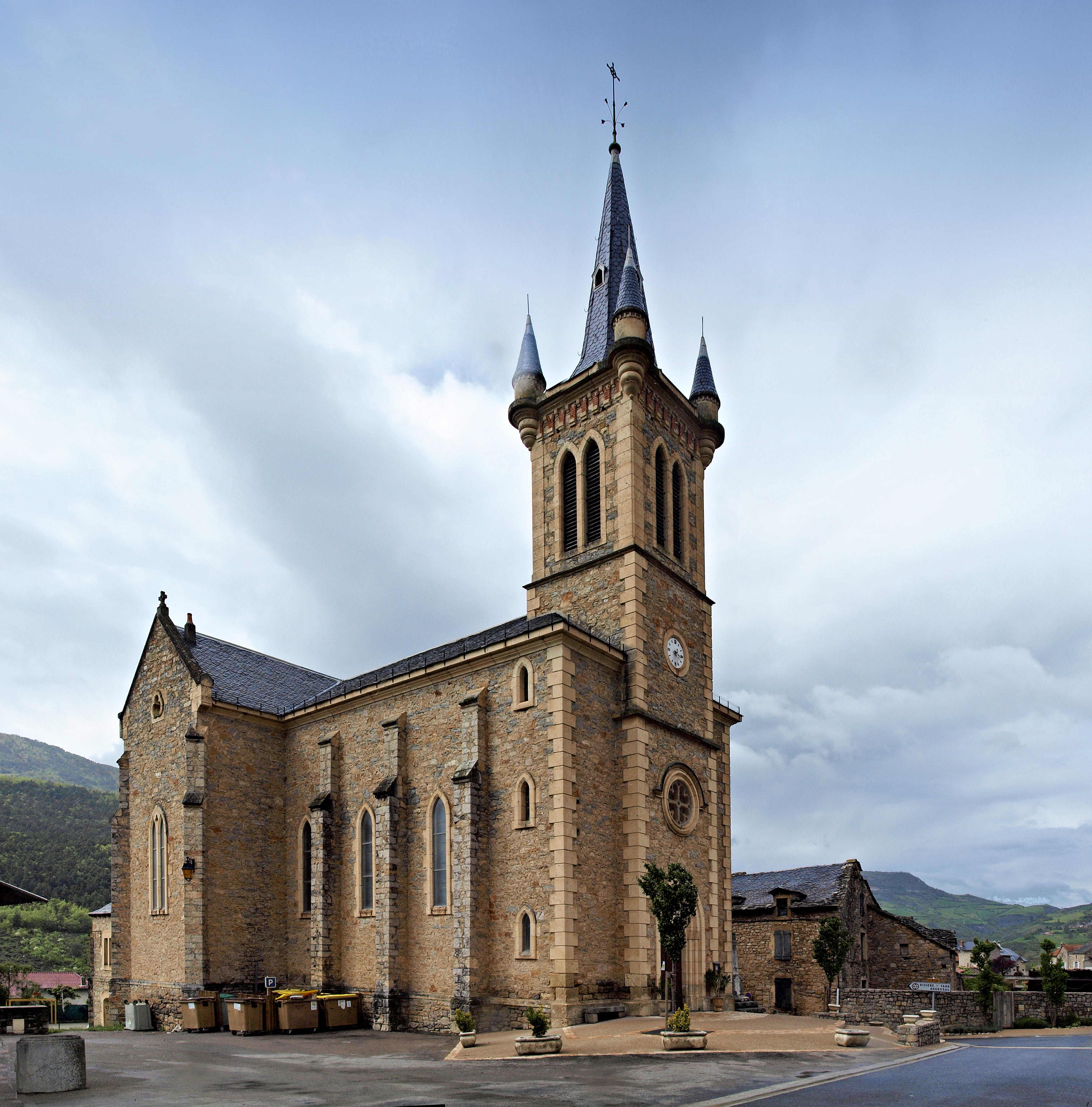
Kirche Saint-Baudile